# Протоєвфратські мови
Протоєвфратські мови (англ. Proto-Euphratean substrate languages) — субстрат, що пов'язується з гіпотетичним дошумерським населенням Межиріччя.
Вперше припущення про «дошумерську» етимологію ряду месопотамських топонімів висловив Ефраїм Спейсер, але в основі своїй, протоєвфратський субстрат розроблений Бенно Лансбергером. Зазначений субстрат включає переважно топоніми, гідроніми та різноманітні «культурні терміни» (зокрема, назви професій), такі як baḫar «гончар», tibira «коваль», zulum «фінік» і т. д.
Існують спекулятивні прив'язки протоєвфратского пласта до халафської археологічної культури та Субареїв.
В даний час в середовищі шумерологів взяв гору скептицизм щодо можливості надійних субстратних реконструкцій, зважаючи на сучасний рівень знань.